# فلاویوس دانیلیوک
فلاویوس دانیلیوک (زاده ۲۷ آوریل ۲۰۰۱) بازیکن فوتبال اهل اتریش است. که در پست مدافع برای باشگاه فوتبال هلاس ورونا بازی می‌کند.